# GK Kaustik Wolgograd
Der Gandbolni Klub Kaustik Wolgograd (russisch Гандбольный клуб Каустик Волгоград) ist ein 1976 gegründeter russischer Handballverein aus Wolgograd. Er spielt in der höchsten Spielklasse des russischen Männerhandballs, der Super League.

## Geschichte
Sowjetunion
Kaustik Wolgograd wurde 1976 gegründet. Vier Jahre nach der Gründung nahm er erstmals an der ersten sowjetischen Liga teil und konnte sich dort einige Jahre etablieren. 1987 musste man sich dem Team aus Kunzewo im Abstiegskampf geschlagen geben. Nach dem Wiederaufstieg erreichte Kaustik 1990 mit dem sechsten Platz seine beste Platzierung.
Russland
In der neu geschaffenen Super League lief es für Kaustik besser. Nach den Vizemeisterschaften 1994 und 1995 gewann die Mannschaft vier Meisterschaften in Folge. Seitdem wurde nur noch Medwedi Tschechow Meister. Im Jahr 2000 wurde man erneut Zweiter. Darauf folgten einige Jahre im Mittelfeld. Erst ab 2007 gehörte man wieder zur nationalen Spitze. 2009 wurde man Vizemeister, 2007, 2008, 2010 und 2011 jeweils Dritter.
Pokal
Im russischen Pokal unterlag Kaustik 2009, 2010, 2011 und 2013 jeweils im Finale Medwedi Tschechow. 2012 erreichte man das Halbfinale.
Europapokal
| Saison    | Wettbewerb                  | Runde             |
| --------- | --------------------------- | ----------------- |
| 1994/95   | Europapokal der Pokalsieger | Viertelfinale     |
| 1995/96   | Europapokal der Pokalsieger | Achtelfinale      |
| 1996/97   | Champions League            | Sechzehntelfinale |
| 1997/98   | Champions League            | Sechzehntelfinale |
| 1998/99   | Champions League            | Viertelfinale     |
| 1999/2000 | Champions League            | Gruppenphase      |
| 2000/01   | Europapokal der Pokalsieger | 3. Runde          |
| 2004/05   | Europapokal der Pokalsieger | 2. Runde          |
| 2005/06   | Europapokal der Pokalsieger | 3. Runde          |
| 2006/07   | EHF Challenge Cup           | Viertelfinale     |
| 2007/08   | EHF-Pokal                   | Achtelfinale      |
| 2008/09   | Europapokal der Pokalsieger | Achtelfinale      |
| 2009/10   | Europapokal der Pokalsieger | Achtelfinale      |
| 2010/11   | Europapokal der Pokalsieger | Achtelfinale      |
| 2011/12   | Europapokal der Pokalsieger | Achtelfinale      |
| 2013/14   | EHF Europa Pokal            | 3. Runde          |

## Bisherige Trainer
- Leonid Korostaschewitsch 1976–2001
- Aleksandr Alekseew 2001–2012
- Dmitri Bocharnikow seit 2012

## Bekannte ehemalige Spieler
- Pawel Atman
- Oleg Grebnew
- Dmitri Jerochin
- Alexei Kostygow
- Oleg Kuleschow
- Igor Lawrow
- Igor Ljowschin
- Oleg Lvov
- Sergei Pogorelow
- Iwan Pronin
- Nikolai Sorokin
- Pawel Sukosjan
- Igor Wassiljew
- Michail Winogradow